# 中上友三郎
中上 友三郎（なかがみ ともさぶろう、1881年2月 - 没年不詳）は、日本、台湾の裁判官。

## 経歴
中上代八郎の三男として福岡県に生まれる。1900年福岡県中学修猷館を経て、1907年7月京都帝国大学法科大学を卒業。
1909年判事に任じ、長崎地方裁判所判事を経て、台湾総督府法院に転じ、台北地方法院、覆審法院、高等法院の判官を務める。長崎控訴院小倉区判事、同宮崎区監督判事、那覇地方裁判所部長判事、川内区裁判所判事を経て、1931年熊本区監督判事、長崎控訴院部長判事を歴任後、1934年2月退官し、福岡地方裁判所所属の公証人となる。
1940年11月、西南学院高等学部（現・西南学院大学）講師となる。